# Новрузова, Зияфат Муса кызы
Зияфат Муса кызы Новрузова (азерб. Ziyafət Musa qızı Novruzova, арм. Զիաֆատ Մuսա գըզը Նովրuզովա; род. 1960, Басаргечарский район, Армянская ССР) — советский табаковод. Депутат Верховного Совета СССР 11-го созыва (1984—1989).

## Биография
Родилась в 1960 году в селе Караиман Басаргечарского района Армянской ССР (ныне село Кахакн Гегаркуникской области).
Окончила профессионально-техническое училище.
В 1981—1988 годах — табаковод колхоза села Советкенд Варденисского района Азербайджанской ССР. 
Достигла высоких результатов при выполнении заданий плана по производству сельскохозяйственной продукции одиннадцатой пятилетки (1981—1985). Применяла в работе передовые агротехнические методы, получала высокие урожаи табака. В 1983 году выполнила два личных годовых плана.
Активно участвовала в общественно-политической жизни Армянской ССР и Советского Союза. Состояла в ВЛКСМ, выдвигалась делегатом на XX съезд ВЛКСМ (1987). В 1984 году избрана депутатом Совета Национальностей Верховного Совета СССР 11-го созыва от Варденисского избирательного округа № 405 Армянской ССР.
В декабре 1988 года, в ходе Карабахского конфликта, вместе с остальными жителями села Советкенд Варденисского района была вынуждена покинуть родное село. С 1989 года проживает в селе Ени-Зод Гёйгёльского района Азербайджана (прежде — село Азат Ханларского района). Занимает пост заместителя представителя Исполнительной власти Гёйгёльского района в селе Ени-Зод.